# Consoante dental
Uma consoante dental é uma consoante articulada encostando a língua aos dentes superiores. Normalmente, esse contato é realizado na parte posterior destes, porém, é possível que ocorra a projeção da ponta da língua entre as arcadas dentárias. Nesse caso, a articulação é denominada interdental. Essa diferença, no entanto, geralmente não é utilizada para estabelecer o contraste entre fonemas.
As consoantes são classificadas em relação ao vozeamento, modo e local de articulação. Na tabela, são apresentados alguns exemplos das consoantes dentais:[carece de fontes?]
| IPA | Descrição                              | Exemplo   | Exemplo     | Exemplo     | Exemplo     |
| IPA | Descrição                              | Língua    | Ortografia  | IPA         | Significado |
| --- | -------------------------------------- | --------- | ----------- | ----------- | ----------- |
| n̪   | nasal dental                           | Russo     | банк / bank | [ban̪k]      | 'banco'     |
| t̪   | oclusiva dental desvozeada             | Finlandês | tutti       | [t̪ut̪ːi]     | 'chupeta'   |
| d̪   | oclusiva dental vozeada                | Árabe     | دين / din   | [d̪iːn]      | 'religião'  |
| s̪   | fricativa sibilante dental desvozeada  | Polonês   | kosa        | [kɔs̪a]      | 'foice'     |
| z̪   | fricativa sibilante dental vozeada     | Polonês   | koza        | [kɔz̪a]      | 'cabra'     |
| θ   | fricativa dental desvozeada            | Inglês    | thing       | [θɪŋ]       | 'coisa'     |
| ð   | fricativa dental vozeada não-sibilante | Inglês    | this        | [ðɪs]       | 'isso'      |
| ð̞   | aproximante dental                     | Espanhol  | codo        | [koð̞o]      | 'cotovelo'  |
| l̪   | aproximante lateral dental             | Espanhol  | alto        | [al̪t̪o]      | 'alto'      |
| t̪ʼ  | dental ejetiva                         | Dahalo    |             | [t̪ʼat̪t̪a]    | 'cabelo'    |
| ɗ̪   | implosiva dental vozeada               |           |             |             |             |
| ǀ   | clique dental                          | Xhosa     | ukúcola     | [ukʼúkǀola] | 'triturar'  |